# Thank You, Vol. 4
Thank You, Vol. 4 es el séptimo álbum de estudio del guitarrista alemán Michael Schenker, publicado en el 2003 por su propio sello. Además es el cuarto y hasta ahora el último de la serie de discos acústicos llamados Thank You.
Como todas las entregas de esta serie, fue escrita, grabada y producida por Schenker. Las canciones fueron tituladas con el acrónimo TY4 y nombradas además de acuerdo al número del tema.

## Lista de canciones
Todas las canciones escritas por Michael Schenker.

| N.º | Título    | Duración |  |
| 1.  | «TY4 #1»  |          |  |
| 2.  | «TY4 #2»  |          |  |
| 3.  | «TY4 #3»  |          |  |
| 4.  | «TY4 #4»  |          |  |
| 5.  | «TY4 #5»  |          |  |
| 6.  | «TY4 #6»  |          |  |
| 7.  | «TY4 #7»  |          |  |
| 8.  | «TY4 #8»  |          |  |
| 9.  | «TY4 #9»  |          |  |
| 10. | «TY4 #10» |          |  |
| 11. | «TY4 #11» |          |  |
| 12. | «TY4 #12» |          |  |
| 13. | «TY4 #13» |          |  |
| 14. | «TY4 #14» |          |  |

## Músicos
- Michael Schenker: guitarras acústicas